# Yasmani Copello
Pour les articles homonymes, voir Copello.
Yasmani Copello Escobar (né le 15 avril 1987 à La Havane) est un athlète cubain, naturalisé turc en octobre 2013 et autorisé à concourir pour ce pays en avril 2014, spécialiste du 400 m haies.

## Carrière
Il termine deuxième des Championnats d'Amérique centrale et des Caraïbes 2008. 
Il détient en 49 s 39 le record turc du 400 m haies depuis le 25 juillet 2015 à Erzurum. Il bat ce record en 48 s 89 en séries des Championnats du monde à Pékin, puis en 48 s 46 où il atteint la finale.
Il obtient la médaille de bronze aux Jeux olympiques 2016 de Rio et bat le record national turc en 47 s 92.
Le 8 août 2017, il devient vice-champion du monde lors des mondiaux de Londres en 48 s 49, battu par Karsten Warholm (48 s 35) mais devant le champion olympique Kerron Clement (48 s 52).
Le 9 août 2018, aux championnats d'Europe de Berlin, Yasmani Copello ne parvient pas à conserver son titre européen acquis deux ans auparavant, mais décroche la médaille d'argent en 47 s 81, nouveau record de Turquie, derrière le Norvégien Karsten Warholm (47 s 64).

## Palmarès
| Date                    | Compétition                        | Lieu             | Résultat | Épreuve     | Temps         |
| ----------------------- | ---------------------------------- | ---------------- | -------- | ----------- | ------------- |
| Représentant Cuba       |                                    |                  |          |             |               |
| 2008                    | Champ. d'Am. cent. et des Caraïbes | Cali             | 2e       | 400 m haies | 50 s 08       |
| 2008                    | Championnats ibéro-américains      | Iquique          | 1er      | 4 x 400 m   | 3 min 03 s 22 |
| Représentant la Turquie |                                    |                  |          |             |               |
| 2014                    | Championnats des Balkans           | Pitești          | 2e       | 400 m haies | 50 s 62       |
| 2014                    | Championnats des Balkans           | Pitești          | 1er      | 4 x 400 m   | 3 min 07 s 41 |
| 2015                    | Championnats des Balkans           | Pitești          | 1er      | 400 m haies | 50 s 19       |
| 2015                    | Championnats des Balkans           | Pitești          | 1er      | 4 x 400 m   | 3 min 06 s 55 |
| 2015                    | Championnats du monde              | Pékin            | 6e       | 400 m haies | 48 s 96       |
| 2016                    | Championnats des Balkans           | Pitesti          | 1er      | 4 x 400 m   | 3 min 04 s 21 |
| 2016                    | Championnats d'Europe              | Amsterdam        | 1er      | 400 m haies | 48 s 98       |
| 2016                    | Jeux olympiques                    | Rio de Janeiro   | 3e       | 400 m haies | 47 s 92       |
| 2017                    | Championnats d'Europe par équipes  | Vaasa            | 2e       | 400 m haies | 49 s 17       |
| 2017                    | Championnats du monde              | Londres          | 2e       | 400 m haies | 48 s 49       |
| 2018                    | Jeux méditerranéens                | Tarragone        | 2e       | 400 m haies | 48 s 76       |
| 2018                    | Championnats d'Europe              | Berlin           | 2e       | 400 m haies | 47 s 81       |
| 2018                    | Ligue de diamant                   | Ligue de diamant | 3e       | 400 m haies | 48 s 73       |
| 2018                    | Coupe continentale                 | Ostrava          | 4e       | 400 m haies | 48 s 65       |
| 2019                    | Championnats d'Europe par équipes  | Sandnes          | 1er      | 400 m haies | 49 s 23       |
| 2019                    | Ligue de diamant                   | Ligue de diamant | 4e       | 400 m haies | 48 s 58       |
| 2019                    | Championnats du monde              | Doha             | 6e       | 400 m haies | 48 s 25       |
| 2021                    | Jeux olympiques                    | Tokyo            | 6e       | 400 m haies | 47 s 81       |
| 2022                    | Jeux méditerranéens                | Oran             | 1er      | 400 m haies | 48 s 27       |
| 2022                    | Championnats d'Europe              | Munich           | 3e       | 400 m haies | 48 s 78       |

## Records
| Épreuve     | Temps        | Lieu         | Date                    |
| ----------- | ------------ | ------------ | ----------------------- |
| 400 m haies | 47 s 81 (NR) | Berlin Tokyo | 9 août 2018 3 août 2021 |